# Alexander Hoppe
Alexander Hoppe (* 1991 in Bergisch Gladbach) ist ein deutscher Koch.

## Werdegang
2003 wanderte Hoppes Mutter mit seiner Schwester und ihm nach Thailand aus. Nach dem Tod der Mutter 2009 kam er mit 17 Jahren ohne Familie und mit nur sechsjähriger Schulbildung zurück nach Deutschland. Er kam in einer therapeutischen Wohngruppe in Hamm unter und fand einen Praktikumsplatz in deren Trainings-Gastronomie Denkma(h)l. Die Koch-Ausbildung schloss er als Bester im IHK-Bezirk ab. 2013 kochte er im Husarenquartier bei Herbert Brockel in Erftstadt, 2015 ging er zurück zum Restaurant Denkma(h)l nach Hamm.
Im April 2015 gewann er in der Kochsendung Game of Chefs, sein Mentor war Christian Jürgens.
Im Oktober 2020 wurde Hoppe Küchenchef im Restaurant Shiraz in Wuppertal, das 2022 mit einem Michelinstern ausgezeichnet wurde. Ende 2024 verließ er das Shiraz auf eigenen Wunsch.
Seinen Stil beschrieb der Michelin als „Französisch-klassisch, Marktküche“.

## Auszeichnungen
- 2022: Ein Michelinstern für das Restaurant Shiraz in Wuppertal